# Cacosternum leleupi
Cacosternum leleupi är en groddjursart som beskrevs av Laurent 1950. Cacosternum leleupi ingår i släktet Cacosternum och familjen Pyxicephalidae. IUCN kategoriserar arten globalt som otillräckligt studerad. Inga underarter finns listade.